# A gömb
A gömb (eredeti cím: Sphere) 1998-ban bemutatott amerikai sci-fi-kalandfilm, melyet Barry Levinson rendezett, Michael Crichton azonos című regénye alapján. A főbb szerepekben Dustin Hoffman, Sharon Stone és Samuel L. Jackson látható. 
Az Amerikai Egyesült Államokban 1998. február 13-án mutatták be. A nagy nevek ellenére a film anyagi bukás volt és negatív kritikákat kapott.

## Cselekmény
A Csendes-óceán mélyén egy háromszáz éve ott pihenő űrhajóra bukkannak. Egy négyfős kutatócsapatnak kell kiderítenie, hogy a földönkívüli eredetűnek titulált jármű honnan és miként került oda. A csapat kutatása váratlan fordulatot hoz: hamar kiderül, hogy a jármű földi eredetű, méghozzá a közeli jövőből, 2048-ból származik, sőt ráakadnak pilótája földi maradványaira is. A legzavarbaejtőbb felfedezés azonban az űrhajóban talált, nagyméretű, meghatározhatatlan összetételű gömb, ami mintha intelligenciával is rendelkezne. 
Ahogy a tudósok egyre több időt töltenek az űrhajóroncs és a benne talált gömb közelében, hogy kiderítsék az igazságot, egyre jobban kezdenek sokasodni a baljós események. Míg végül a kutatók már a saját gondolataik valóságában sem lehetnek teljesen biztosak.

## Szereplők
| Szerep                        | Színész           | Magyar hang      |
| ----------------------------- | ----------------- | ---------------- |
| Dr. Norman Goodman            | Dustin Hoffman    | Tahi Tóth László |
| Dr. Elizabeth `Beth` Halperin | Sharon Stone      | Orosz Anna       |
| Dr. Harry Adams               | Samuel L. Jackson | Selmeczi Roland  |
| Harold C. Barnes százados     | Peter Coyote      | Rosta Sándor     |
| Dr. Ted Fielding              | Liev Schreiber    | Anger Zsolt      |
| Alice 'Teeny' Fletcher        | Queen Latifah     | Némedi Mari      |